# Cheirogaleus minusculus
Il chirogaleo grigio minore (Cheirogaleus minusculus Groves, 2000) è un lemure della famiglia Cheirogaleidae, endemica del Madagascar, dov'è stato finora osservato solo nei pressi della città di Ambositra.

## Descrizione
La colorazione del mantello è molto simile a quella di Cheirogaleus ravus: grigio-bruno con un accenno di striscia nera sul dorso, zampe bianche così come la punta della coda. Le orecchie ed il cerchio attorno agli occhi sono neri.

## Biologia
È un animale notturno, solitario, di abitudini prevalentemente arboricole: rispetto ai congeneri, si serve maggiormente dei suoni per la comunicazione.